# Autoritratto nudo
L'Autoritratto nudo è un disegno di Albrecht Dürer, realizzato a pennello su carta preparata con colore verde di fondo tra il 1500 e il 1512.

## Descrizione
Il disegno mostra Albrecht Dürer svestito. La figura è a tre quarti e il braccio destro dal gomito in giù, così come tutto il braccio sinistro, non sono rappresentati. 

## Datazione
La data della creazione del disegno è ignota, ma i critici d'arte generalmente ritengono che la datazione sia da collocare tra il 1500 e il 1512, il periodo in cui Dürer ricorse spesso alla tecnica di pennello su carta preparata con colore verde di fondo. Secondo Friedrich Winkler l'artista aveva più di ventinove anni ma meno di quarantuno al momento in cui realizzò il disegno.